# Éder Militão
Éder Gabriel Militão (født 18. januar 1998) er en brasiliansk professionel fodboldspiller, som spiller for La Liga-klubben Real Madrid og Brasiliens landshold.

## Klubkarriere

### São Paulo
Militão begyndte sin karriere hos São Paulo, hvor han gjorde sin professionelle debut i marts 2017.

### FC Porto
Militão skiftede i august 2018 til FC Porto. Militão var en succes med det samme i Portugal, og i perioden september 2018 til januar 2019 blev han fire måneder i streg kåret som månedens bedste forsvarsspiller i den portugisiske liga.

### Real Madrid
Det blev i marts 2019 annonceret at Militão ville skifte til Real Madrid efter 2018-19 sæsonen, og han blev officielt del af holdet 30. juni 2019. Militão spillede i sine to første sæsoner i klubben hovedsageligt som rotationsspiller, men efter at veteranerne Sergio Ramos og Raphaël Varane forlod i 2021, har han spillet som fast mand i forsvaret.

## Landsholdskarriere
Militão gjorde sin debut for Brasiliens landshold 12. september 2018. Han var del af Brasiliens trupper til Copa América i 2019 og 2021.

## Titler
Real Madrid
- La Liga: 3 (2019–20, 2021–22, 2023-24)
- Copa del Rey 1 (2022-23)
- Supercopa de España: 3 (2020, 2022, 2024)
- UEFA Champions League: 2 (2021–22, 2023-24)
- UEFA Super Cup: 1 (2022)
- FIFA Club World Cup: 1 (2022)

Brasilien
- Copa América: 1 (2019)
- Superclásico de las Américas: 1 (2018)

Individuelle
- Primeira Liga Årets hold: 1 (2018–19)
- La Liga Årets hold: 2 (2021–22, 2022-23)